# L'Accumulation du capital
L'Accumulation du capital est un essai de Rosa Luxemburg publié en 1913, sous-titré « Contribution à l'explication économique de l'impérialisme ». Cet ouvrage marxiste traite le problème de l'accumulation du capital et de ses contradictions, partant des conceptions exposées par Karl Marx dans Le Capital (en particulier dans le livre II). Elle en déduit une théorie de l'impérialisme.

« L'idée du travail ci-dessous m'a été suggérée par une introduction populaire à l'économie politique que je préparais depuis longtemps (...). Je me heurtai soudain à une difficulté inattendue. Je ne parvenais pas à exposer d'une façon suffisamment claire le processus de la production capitaliste, dans ses rapports concrets, ainsi que ses limites objectives historiques. En examinant la chose de plus près, je m'aperçus qu'il ne s'agissait pas là d'une simple question d'exposition, mais d'un problème qui, au point de vue théorique, touche au contenu du deuxième tome du Capital de Marx, et qui, en même temps, est en rapports étroits avec la politique impérialiste actuelle et ses racines économiques. »

— Rosa Luxemburg, Avant-propos de décembre 1912

## Plan de l'ouvrage
I. Le problème de la reproduction
1. Objet de l'analyse
2. Analyse du procès de la reproduction chez Quesnay et chez Adam Smith
3. Critique de l'analyse de Smith
4. Le schéma de la simple reproduction de Marx
5. La circulation de l'argent
6. La reproduction élargie
7. Analyse du schéma de la reproduction élargie de Marx
8. Les tentatives de solution de la difficulté chez Marx
9. La difficulté du point de vue du procès de la circulation
II. Exposé historique du problème
1° polémique : Controverse entre Sismondi – Malthus et Jean-Baptiste Say - Ricardo - John Ramsay McCulloch
10. La théorie de la reproduction d'après Sismondi
11. Mac Culloch contre Sismondi
12. Ricardo contre Sismondi
13. Say contre Sismondi
14. Malthus
2° polémique : Controverse entre Rodbertus et von Kirchmann
15. La théorie de la reproduction de von Kirchmann
16. Rodbertus et sa critique de l'école classique
17. L'analyse de la reproduction par Rodbertus
3° polémique : Struve-Boulgakov-Tougan-Baranowsky (en), contre Vorontsov-Nicolai-on
18. Nouvelle version du problème
19. Vorontsov et son « excédent »
20. Nikolai-on
21. Les « tierces personnes » et les trois empires mondiaux de Struve
22. Boulgakov et son complément à l'analyse de Marx
23. La « disproportionnalité » de Tougan-Baranowsky
24. La fin du marxisme russe « légal »
III. Les conditions historiques de l'accumulation
25. Les contradictions du schéma de la reproduction élargie
26. La reproduction du capital et son milieu
27. La lutte contre l'économie naturelle
28. L'introduction de l'économie marchande
29. La lutte contre l'économie paysanne
30. L'emprunt international
31. Le protectionnisme et l'accumulation
32. Le militarisme, champ d'action du capital